# Bur Biah
Bur Biah is een bestuurslaag in het regentschap Aceh Tengah van de provincie Atjeh, Indonesië. Bur Biah telt 418 inwoners (volkstelling 2010).